# سيميون سلافتشيف
سيميون سلافتشيف (بالبلغارية: Симеон Славчев)‏ و (بالبلغارية: Симеон Славчев)‏ وهو لاعب كُرَة قَدَم بلغاري في مركز الوسط ولد في يوم 25 سبتمبر 1993 في مدينة صوفيا عاصمة بلغاريا وهو يلعب حالياً مع نادي سبورتينغ لشبونة وسبق له اللعب مع نادي تشافدار ولايتكس لوفيتش في بلغاريا ولعب مع منتخب بلغاريا لكرة القدم ويبلغ طوله 185 سم.

## روابط خارجية
- سيميون سلافتشيف على موقع الاتحاد الدولي (مؤرشف)  (الإنجليزية)
- سيميون سلافتشيف على موقع الاتحاد الأوربي (الإنجليزية)
- سيميون سلافتشيف على موقع قاعدة بيانات كرة القدم.إي يو (الإنجليزية)
- سيميون سلافتشيف على موقع ناشيونال فوتبول تيمز (الإنجليزية)
- سيميون سلافتشيف على موقع Soccerway.com (الإنجليزية)
- سيميون سلافتشيف على موقع AS.com (الإسبانية)